# إيميلي ستانارد
كانت إيميلي ستانارد (إيميلي كوبين قبل زواجها، 8 فبراير 1802- 6 يناير 1885)، التي أطلقت على نفسها منذ عام 1826 اسم السيدة جوزيف ستانارد (حتى في ترمُلها الطويل)، رسامة طبيعة صامتة بريطانية. كانت مرتبطة بمدرسة نورويتش للرسامين، وهي أول حركة فنية إقليمية في بريطانيا. تعتبر جنبًا إلى جنب مع ابنة أخيها إلويز هارييت ستانارد أكثر رسامة طبيعة صامتة بريطانية إنجازًا في القرن التاسع عشر.
وُلدت ستانارد في نورويتش لوالدين فنانين. في 1820، سافرت مع أبيها دانييل كوبين إلى هولندا لدراسة لوحات يان فان هويسوم وغيره من الأساتذة الهولنديين، وهو حدث أثر على أسلوبها الفني. تزوجت الفنان النورويتشي جوزيف ستانارد في 1826، لكنها ترمّلت بعد أربع سنوات. رسمت حتى بلغت ثمانيناتها، وكانت ترسم بصورة رئيسة زهورًا في مزهريات أو فاكهة أو حيوانات طريدة. عرضت لوحات في كل من نورويتش ولندن، وتلقت ميدالية ذهبية ضخمة في 1820 عن لوحة أصلية لزهور، وميداليتين ذهبيتين أخريين في السنوات اللاحقة. صارت عضوًا فخريًا في مجتمع نورويتش للفنانين في 1831. تلقت الصحافة المحلية أعمالها إيجابيًا في خلال حياتها، وفي العقود الأخيرة، أشاد مؤرخو الفن بالمظهر شديد الاكتمال للوحاتها واستخدامها للألوان.
أكبر مجموعة من أعمال ستانارد محفوظة في مجموعات متاحف نورفولك، ومقرها في قلعة نورويتش. عُرضت أعمالها في معرض لوحات أقامته عائلتها في نورويتش في 1934، وكانت بين أولئك الفنانات النساء اللاتي ظهرن في 2018 و2019، في معرض نساء مرئيات في قلعة نورويتش.

## خلفية
ترتبط ستانارد بمدرسة نورويتش للرسامين، والتي كانت، وفقًا لمؤرخ الفن أندرو مور: «ظاهرة فريدة في تاريخ الفن البريطاني في القرن التاسع عشر». كانت نورويتش أول مدينة إنجليزية خارج لندن نشأت فيها مدرسة فنانين. كان أهم أعضائها جون كروم وجون سيل كوتمان –الشخصيات القائدة وخيرة فناني الحركة- بالإضافة إلى جوزيف ستانارد وجيمس ستارك وجورج فنسنت وروبرت لادبروك وإدوارد توماس دانييل، أفضل منمش في المدرسة. كان فنانو مدرسة نورويتش مرتبطين عبر الموقع الجغرافي، وتصويرهم لنورويتش وريف نورفولك، والعلاقات الشخصية والمهنية الوثيقة. بحلول نهاية القرن التاسع عشر، صارت لوحاتهم، التي اعتُبرت ذات يوم معاصرة وتقدمية، تُرى على أنها تنتمي إلى زمن غابر، وهو رأي نسبه أندرو همنغواي إلى «ميثولوجيا الإنجليزوية الريفية» التي سادت في بداية القرن العشرين.
تأسست جمعية نورويتش للفنانين في 1803. عرض أعضاء عائلة ستانارد صورهم في معارض الجمعية، لكن كانت لديهم بضع صلات فنية أخرى مع أقرانهم النورويتشيين. صارت إيميلي ستانارد عضوًا فخريًا في 1831، وكانت الفرد الوحيد في عائلتها الذي حظي بارتباط رسمي بالجمعية.

## حياتها
وُلدت إيميلي كوبين في 8 فبراير 1802 في نورويتش، ابنةً لدانييل كوبين وزوجته إليزابيث كلايات. كان كلا والديها فنانًا هاويًا بارعًا. كان دانييل كوبين جامعًا وعضوًا مؤسسًا في جمعية نورويتش للفنانين. كانت إليزابيث كوبين نسّاخة موهوبة كرمتها جمعية نورويتش بميدالية مرتين. لا يُعرف الكثير عن طفولة كوبين أو تعليمها. في 1820، سافرت مع أبيها إلى مقاطعة هولندا لدراسة الرسم الهولندي، ما أثر كثيرًا على أعمالها اللاحقة. في خلال زيارتها، حصلت على إذن لتنسخ رسومات الأستاذ الهولندي يان فان هويسوم في تريبون هاوس، أمستردام، وأُشيد بعملها لدقته. وهناك، وفقًا لنعيها: «امتثلت للشروط الموضوعة من خلال عرض عينتين من رسوماتها، رئيس غاليري أمستردام، مونس. بعد أن أعرب أبوستال عن رضى كبير عن عملها، سُمح لها بنسخ لوحة أخرى لفان هويسوم».